# 시주쿠역
시주쿠역(일본어: 四十九駅)은 일본 미에현 이가시에 위치한 이가 철도 이가 선의 철도역이다. 단선 승강장 1면 1선의 구조를 갖춘 지상역이다. 제2차 세계 대전후의 1945년에 영업이 중단되었으며, 1969년을 끝으로 역 업무가 중단된지, 49년만인 2018년 3월 17일에 재개업하였다.

## 역 주변
- 국도 제422호선
- 이온 타운 이가 우에노
- 우에노 시민 병원
- 미에 현 이가 청사
- 이가 시청 신 청사 (현재 공사중)

## 역사
- 1922년 7월 18일 : 이가 철도 (구) 우에노마치 ~ 나바리 (후의 니시나바리) 간 연장 때에 개업.
- 1926년 12월 19일 : 사명 변경에 의해 이가 전기 철도의 역이 됨.
- 1929년 3월 31일 : 회사 합병에 의해 오사카 전기 궤도 이가 선의 역이 됨.
- 1931년 9월 26일 : 노선 양도에 의해 산구 급행 철도의 역이 됨.
- 1941년 3월 15일 : 오사카 전기 궤도가 산구 급행 철도를 합병, 새롭게 발족한 간사이 급행 철도의 역이 됨.
- 1944년 6월 1일 : 전시 합병에 의해 간사이 급행 철도가 긴키 닛폰 철도로 개조. 이 회사의 역이 됨.
- 1945년 6월 1일 : 가기야쓰지 역 · 히로코지 역 · 이치베 역 · 이가칸베 역 · 니시나바리 역과 함께 영업 중지.
- 1969년 5월 15일 : 가기야쓰지 역과 함께 폐지.
- 2015년 12월 : 이가 시가 이가 철도 이가 선 신 역 정비 기본 설치 개요를 발표.
- 2017년 10월 3일 : 역 이름을 시주쿠 역으로 결정.
- 2018년 3월 17일 : 구 역으로부터 북쪽으로 300m 지점에 재개업.

## 인접 역
| 이가 철도 이가 선        | 이가 철도 이가 선 | 이가 철도 이가 선      |
| ------------------------ | ----------------- | ---------------------- |
| 구와마치 이가우에노 방면 | ■ 이가 선         | 이다미치 이가칸베 방면 |